# Włodzimierz Szymański
Włodzimierz Szymański (ur. 1936 w Bydgoszczy, zm. 20 września 2015) – polski muzyk jazzowy, kompozytor, multiinstrumentalista (saksofon, klarnet, klawisze), wokalista.

## Życiorys
Urodził się w 1936 r. w Bydgoszczy. Kształcił się w szkole muzycznej w Toruniu i Wyższej Szkole Muzycznej w Sopocie. Już jako 17-letni młodzieniec nagrywał w studiu Pomorskiej Rozgłośni Polskiego Radia u boku Grzegorza Kardasia i Tadeusza Kurczewskiego i występował jako instrumentalista z zespołem wokalnym Edmunda Lubiatowskiego. Jeździł też po regionie z zespołem estradowym Służba Polsce.
Następnie występował w Orkiestrze Reprezentacyjnej Wojska Polskiego w Warszawie (1956-1958) oraz wyłonioną z tego zespołu formacją jazzową, która na ogólnopolskim Przeglądzie Zespołów Rozrywkowo-Jazzowych (1958) zajęła I miejsce. Gdy po tym sukcesie wrócił do Bydgoszczy, założył przy nowo powstałym nocnym klubie „Zodiak” zespół „Zodiak Jazz Band”. W końcu lat 50. występował w sopockim „Grand Hotelu”. Przebywając i grając na Wybrzeżu zaprzyjaźnił się i współpracował m.in. ze Zbigniewem Cybulskim, Bogumiłem Kobielą, Zdzisławem Maklakiewiczem.
Z początkiem lat 60. zaangażował się do Orkiestry Radia i Telewizji Juliana Skowrońskiego, towarzysząc takim wokalistom jak m.in. Hanna Rek, Danuta Rinn, Rena Rolska, Violetta Villas, Jan Danek. Odbywał w tym okresie tournée po Jugosławii, Węgrzech, Rumunii, a potem jako jeden z pierwszych pomorskich jazzmanów wyjeżdżał na kontrakty do Skandynawii (Szwecja, Dania, Norwegia, Finlandia). Towarzyszyli mu m.in. Czesław Łukowiec, Andrzej Zieliński, Janusz Rafalski i żona Aleksandra, z którą tworzył oryginalny duet wokalno-saksofonowy. Spotkał się m.in. z Louisem Armstrongiem, z którym występował w jednym koncercie oraz z Ursulą Andress, której akompaniował.
Po powrocie z wojaży zagranicznych zaangażował się w działalność grup muzycznych w kraju. Odbywał trasy estradowe z programami Jacka Fedorowicza („60 minut na godzinę”), Leszka Niedzielskiego, Marcina Wolskiego, Józefa Prutkowskiego. Akompaniował (klarnet, saksofon) występom popularnych parodystów: Andrzeja Bychowskiego i Bolesława Gromnickiego. W latach 80. związał się z zespołem Macieja Dyakowskiego i koncertował w Europie Zachodniej. Występował z sukcesami na „Old Jazz Festival” (Breda, Holandia), a potem mieszkając przez dłuższy czas w Niemczech, prowadził orkiestrę Mercedesa w Stuttgarcie i udzielał lekcji muzyki.
Pod koniec lat. 90. XX w. wrócił do Bydgoszczy i zamieszkał na osiedlu Miedzyń.